# عسگرخان‌لی
عسگرخان‌لی (ترکی آذربایجانی: Əsgərxanlı) یک منطقهٔ مسکونی در جمهوری آرتساخ است که در استان هادروت واقع شده‌است.